# Viola hastata
Viola hastata är en violväxtart som beskrevs av André Michaux. Viola hastata ingår i släktet violer, och familjen violväxter. Inga underarter finns listade i Catalogue of Life.

## Bildgalleri

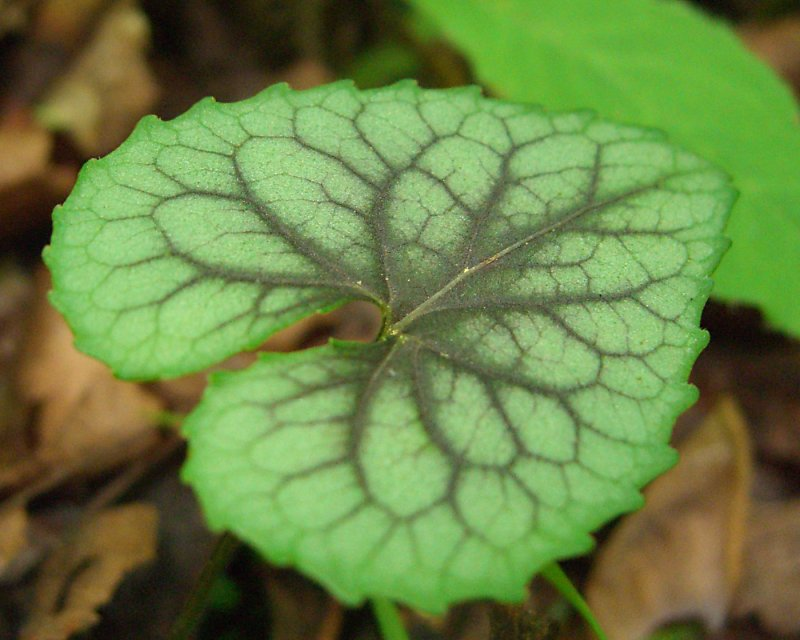
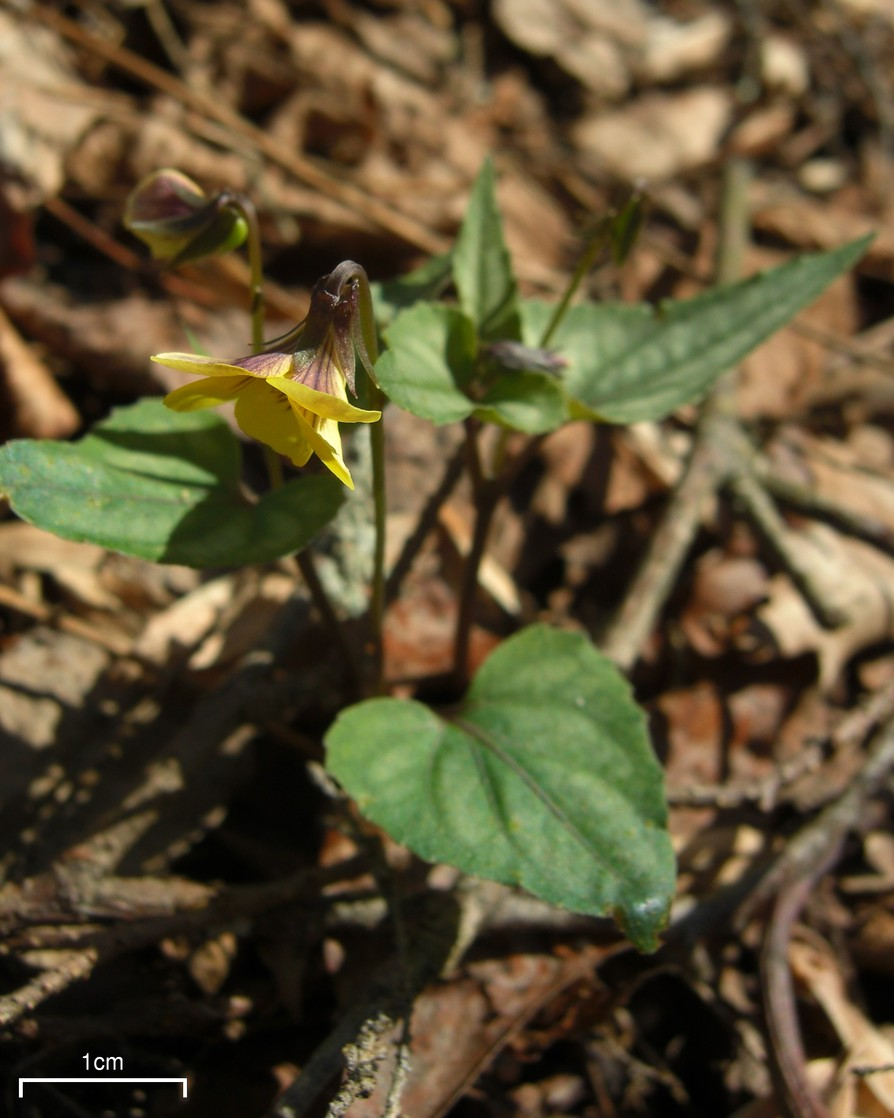
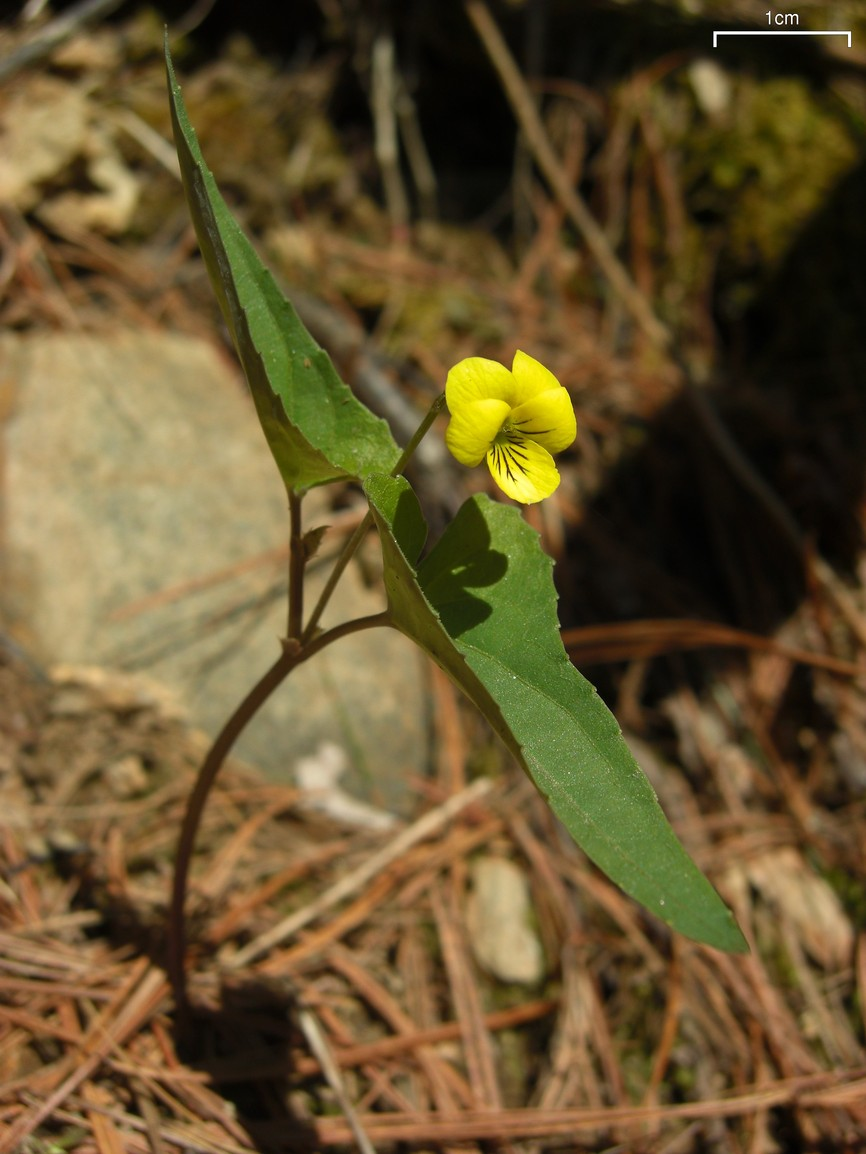
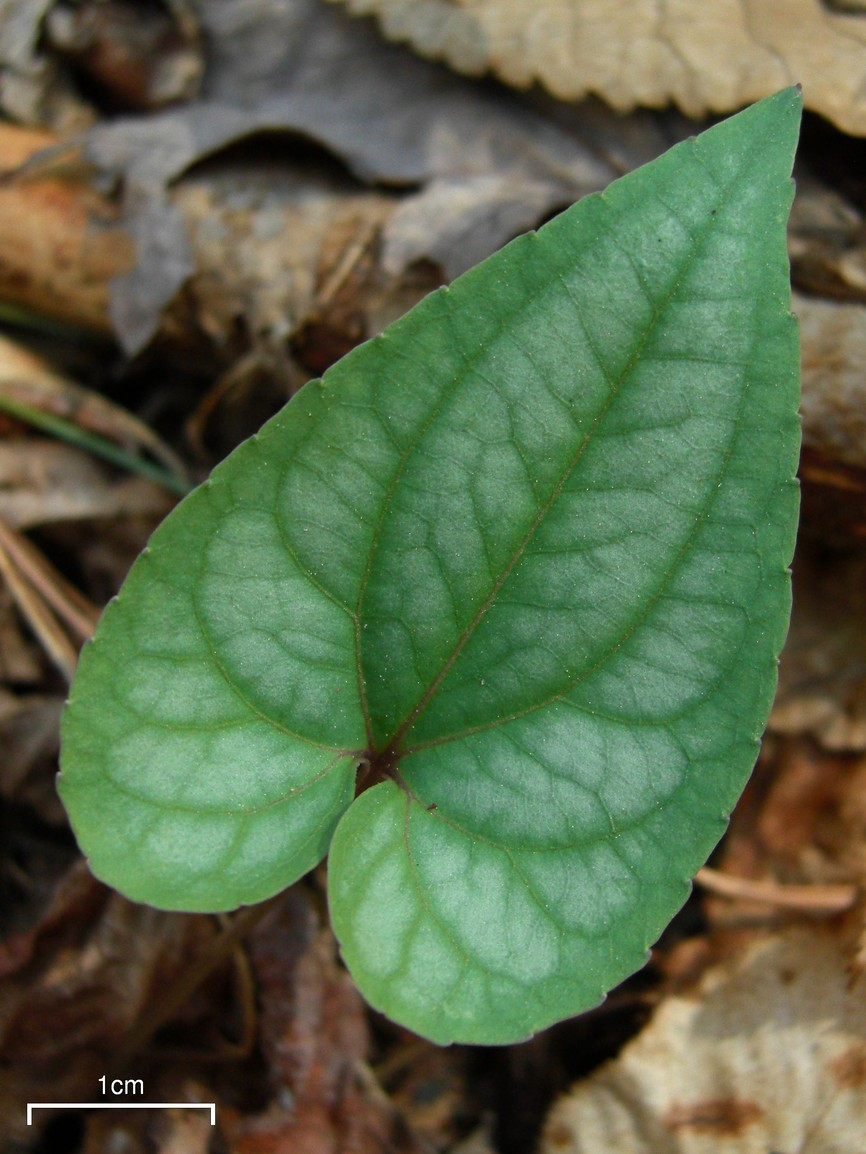